# عبد الرحمن هابيل
 المستشار د. عبد الرحمن يوسف علي هابيل  (19 أبريل 1948) درنة - ) هو مستشار قانوني وخبير قانوني ليبي. تمت تسميته من قبل عبد الرحيم الكيب كوزير للثقافة والمجتمع المدني في الحكومة الانتقالية (التي تتبع المجلس الوطني الانتقالي)، خلفا للمسؤول السابق في المكتب التنفيذي الكاتب عطية صالح الأوجلي.

## بدايته
لعبد الرحمن يوسف هابيل خبرة 11 عاما بالتدريس الجامعي، إذ أنه زاول هذه المهنة كأستاذ مشارك بكلية القانون الجامعة الليبية بالإضافة إلى تدريسه بجامعة درنة في مرحلة مبكرة من شبابه. وله خبرة عملية في رئاسة الملحقات القانونية في المصارف العربية تزيد عن 19 سنة. فقد عمل بين عامي 1995-1998 كمدير القسم القانوني في بنك المؤسسة العربية المصرفية الإسلامي بالمنامة. وعمل كمدير للإدارة القانونية بمصرف أبو ظبي الإسلامي منذ عام 2000 حتى الآن.

## في الوزارة
عمل لمدة عام كوزير للثقافة والمجتمع المدني في حكومة الدكتور الكيب خلفاً للكاتب العربي عطية صالح الأوجلي. وقد قامت الوزارة في عهده بترتيب أمورها بعد سقوط النظام بليبيا. خلفه الأديب الليبي الحبيب الأمين في منصب وزير الثقافة والمجتمع المدني.

## بعد الوزارة
عاد هابيل إلى عمله السابق كمستشار قانوني ومدير الإدارة القانونية ببنك أبو ظبي الإسلامي بعد انتهاء ولايته، وهو يعمل حاليا كعضو مجلس إدارة بمصرف ليبيا المركزي.

## وصلات خارجية
- السيرة الذاتية- وزير الثقافة الليبي السابق.
- د. عبد الرحمن هابيل بين المتحدثين في مؤتمر المالية الإسلامي السنوي.